# طره بخاخ پردیس
طره بخاخ، روستایی از توابع بخش مرکزی شهرستان آبادان در استان خوزستان ایران است.
در سالهای حکومت شیخ خزعل بر خوزستان، توسط شخصی بنام بخاخ فرزند سبهان، آباد گشت، و بنام طره بخاخ معروف شد.در این روستا عشایر متفاوتی از قبیل بنی تمیم،بنی رشید ساکن هستند.

## جمعیت
این روستا در دهستان شلاهی قرار دارد و براساس سرشماری مرکز آمار ایران در سال ۱۳۹۵، جمعیت آن ۲،۵۷۷ نفر (۶۹۳ خانوار) بوده‌است.